# 章魚燒
章魚燒（日语：／ takoyaki *），直译为“烤章鱼”，是起源於日本大阪的料理，作法是在生麵團裡加入章魚腳烤成直徑約3-5厘米的丸子。主要是作為非正餐的點心（但在大阪有時會被當正餐來吃）。章魚腳也可替換為小章魚。章魚燒引入台灣後也成為在地常見夜市小吃之一。
章鱼烧特点是章魚茸鮮、色白、红、黑相同，海苔味香，外观整齐美观。口味鹹而鲜。
在大阪是用牙籤叉來吃，而東京是用筷子夾，台灣則是用竹籤插入食用，在早期則是用竹串以三個一串的方式處理的。

## 由來始末
章魚小丸子的祖先叫做明石燒，原先作法是用蛋白蒸成很軟的圓形糕，並加入章魚且配湯汁食用。而早在1935年前，大阪就有出現與明石燒類似，但改加了牛肉、蒟蒻並塗醬汁食用，名為收音機燒(ラヂオ焼き)的類似產品在大阪販賣，但某日一家名為「會津屋」的老闆在販賣收音機燒時，有來自明石市的客人看到了卻不滿地說：「明石燒是要加章魚的！」就因為客人這句話，章魚小丸子就此誕生。

## 做法
將冷水加入麵粉、雞蛋、一小匙醬油作成麵糊，講究者可以熬煮柴魚高湯放冷後代替水加入，再來將章魚腳、青蔥、高麗菜、紅薑切成易於食用的小塊分類放好。再來將章魚燒烤盤預熱，均勻抹上沙拉油再將麵糊倒入，等麵糊外表加熱凝固後，加入切塊的章魚、紅薑、青蔥、高麗菜再補上些許麵糊，等麵糊成半熟狀即可用竹籤將章魚燒翻轉成圓形，等到表皮呈咖啡色時即可上桌。放在盤子上，上面再抹上章魚燒醬、柴魚片、海苔粉、美乃滋增添風味。

## 種類

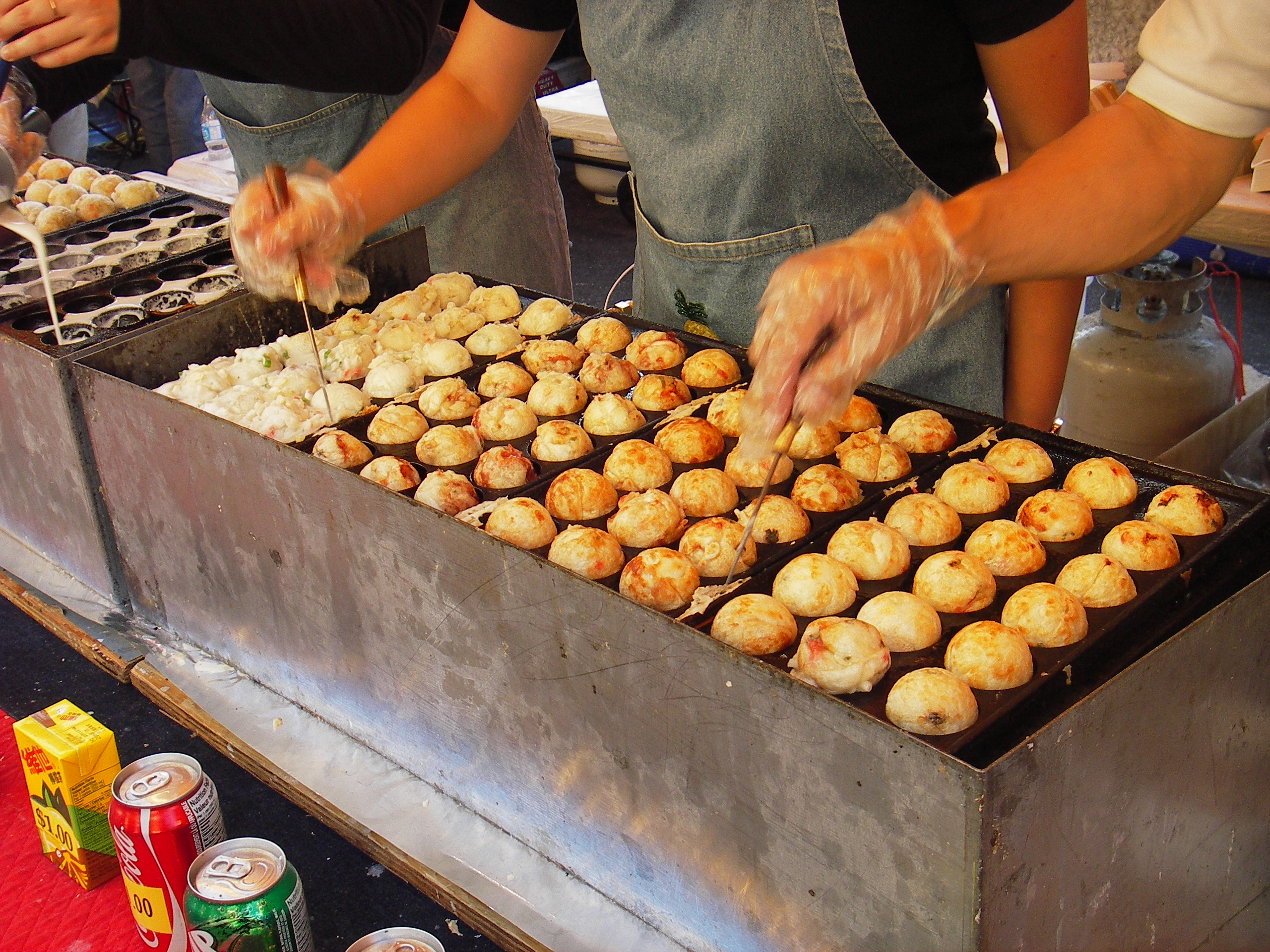
烹调中的章鱼燒

原味章魚燒
完全不沾醬料，只加美乃滋和柴魚片。最近也有加上果醋和粗鹽作速食之用。
醬汁章魚燒
在章魚燒表面塗上醬料。
醬油章魚燒
在章魚燒表面塗上醬油，以名古屋一帶為多。
不管是何種章魚燒，通常會在章魚燒旁邊再附上紅薑解膩。

## 關聯食品
明石燒（玉子燒）
蛋佔的比例較高。自兵庫縣南部至大阪市一帶較多見。在明石市則不稱明石燒而稱「玉子燒」。
烏賊燒
這是在大阪最受歡迎的關西起源的粉類食品。在麵粉中加入烏賊後燒熟後，塗上鹹甜的醬汁進食。
炸彈燒
源自東京的大顆變種章魚燒。

## 器具

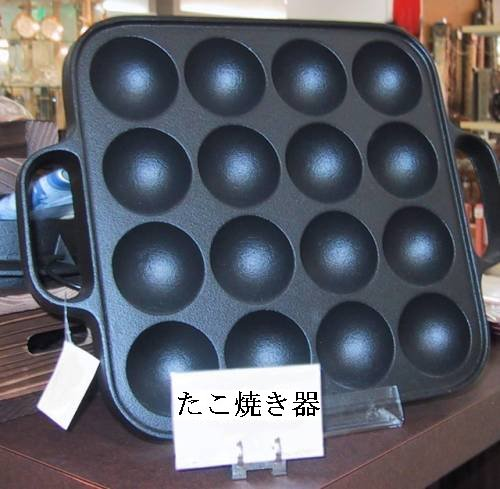
章魚燒鐵板

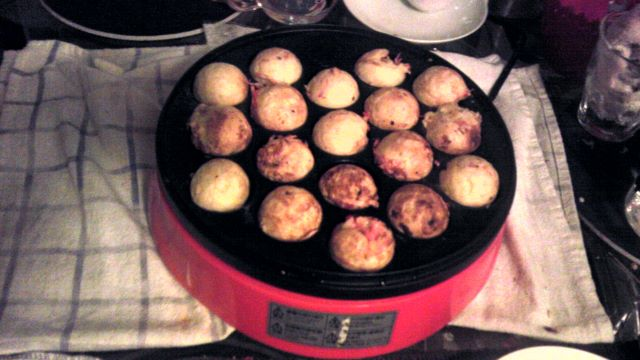
電熱章魚燒鍋

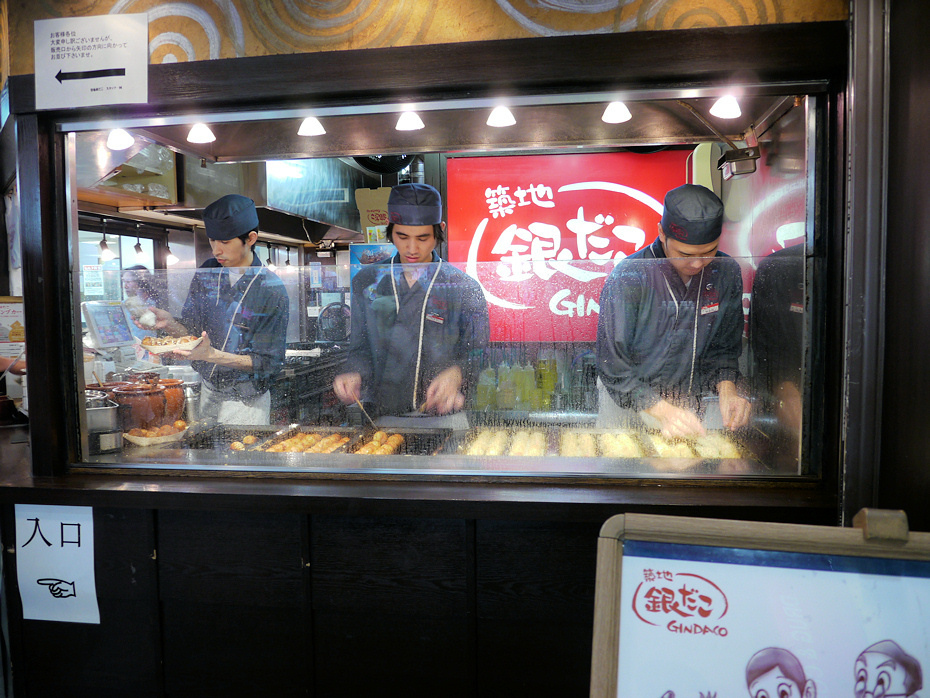
築地銀章魚燒的开放式厨房

器具通常以鐵鑄為主，也有少量是銅製的。明石燒的話基本上是以銅製器具製作。在日本關西地區，製作章魚燒的凹洞鐵板被稱作「章魚燒器」。
各式各樣的章魚燒器：
- 可直接用於家庭用攜帶爐的專用鐵板
- 瓦斯式章魚燒器專用爐
- 附屬於鐵板燒器具的章魚燒專用鐵板
- 電熱式章魚燒器
- 自動章魚燒器

## 軼聞
- 關西地區的大阪人對章魚燒可以說是非常的熱愛，甚至拿來跟白飯一起搭配食用，但在日本其他地區（特別是東京）通常只被視為偶爾才吃的路邊攤點心。
- 每個大阪家庭都有一整組做章魚燒的器具，不但做章魚燒的技術完全不輸給專業人士，甚至連當地多數幼兒都能輕鬆掌握製作章魚燒的技能，這在日本其他地區可說是非常罕見。
- 神戶市的兵庫區和長田區有一種融合明石燒和章魚燒的變種，是取其兩種吃法的優點，把塗了醬汁的章魚燒配著高湯一起吃，通常出現於小雜貨店。
- 日本其他地區的章魚燒製作時都有添加高麗菜，但唯獨大阪地區強烈排斥添加。
- 關西地區對於章魚燒的傳統口味相當堅持，以致日本關西地區，特別是大阪對於外來章魚燒的連鎖店會(主要案例為就是築地銀章魚燒)會持懷疑態度和保持距離。
- 與大阪相比，日本其他地區和台灣的章魚燒口感較為酥脆，口味也較為多元。